# بيت الشعب (ذي السفال)

تعديل مصدري - تعديل

بيت الشعب محلة تابعة لقرية الطيني، التابعة لعزلة بني عبد الله بمديرية ذي السفال إحدى مديريات محافظة إب في الجمهورية اليمنية، بلغ تعداد سكانها 30 حسب تعداد اليمن لعام 2004.